# Сандухой
Сандухой (чечен. Сандаха) — покинутое село в Шаройском районе Чеченской Республики.
Недалеко от развалин Сандухой расположена пограничная застава Сандухой.

## География
Расположено на правом берегу реки Шароаргун, на границе с Грузии, к юго-западу от районного центра Химой.
Ближайшие населённые пункты: на север-востоке — сёла Кесалой и Шикарой, на юго-востоке — село Хуландой.

## Галерея

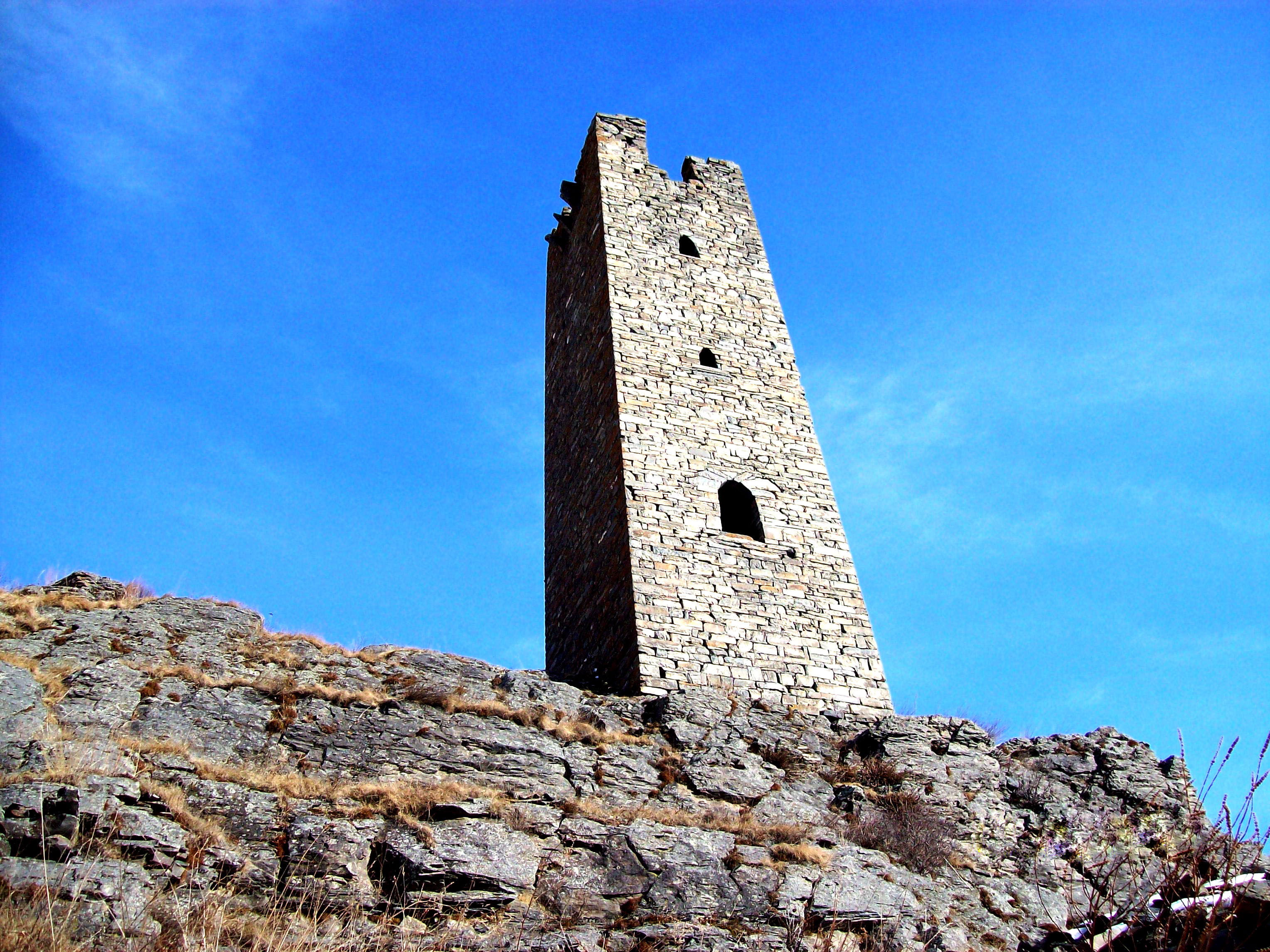
Сандухойская сторожевая башня
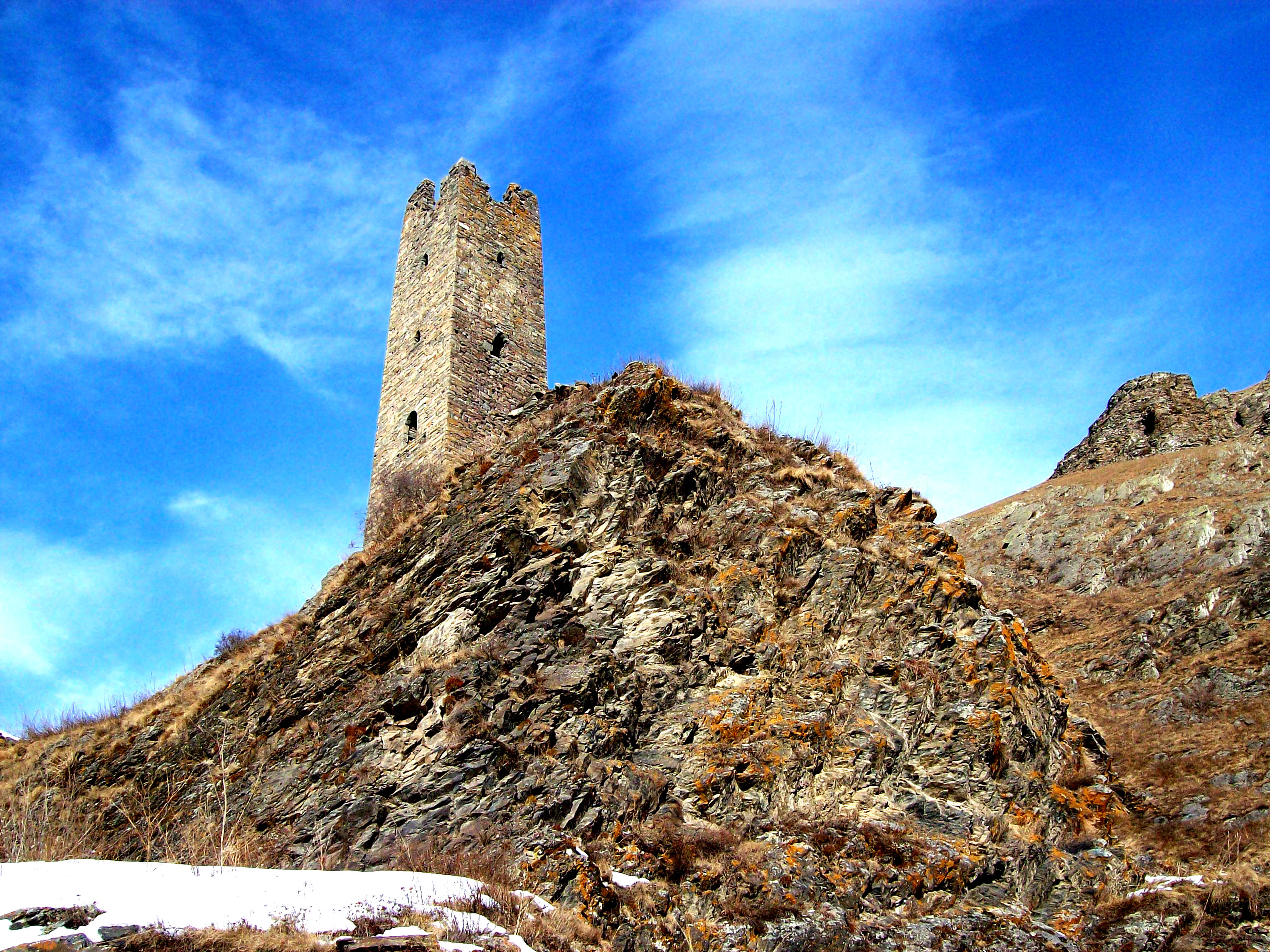
Вид снизу
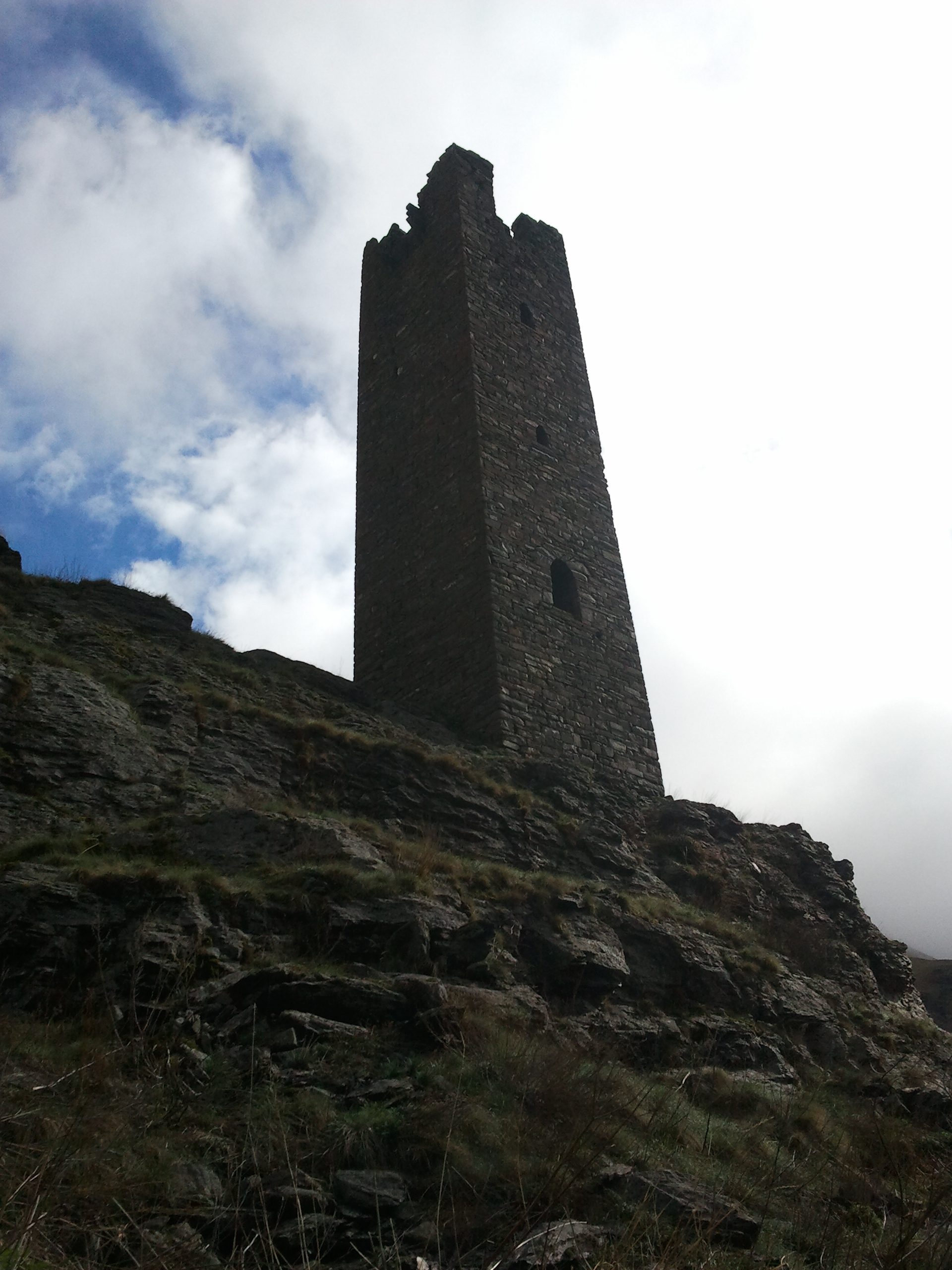
Общий вид башни